# Fatih Eryildirim
Fatih Eryildirim (né le 1er mars 1979) est un athlète turc, spécialiste du lancer du marteau.
Son meilleur lancer était de 75,03 m à Samsun le 23 juillet 2006 qu'il a porté à 75,90 à Izmir le 4 juin 2008. Il ne s'est pas qualifié pour la finale lors des Mondiaux d'Osaka en 2007 et lors des Jeux olympiques à Pékin. Il a participé aux Championnats du monde junior à Annecy en 1998.